# Фелландрен
Фелландрен — два изомерных органических соединения, относятся к циклическим монотерпенам. В α-фелландрене обе двойных связи находятся внутри кольца, а в β-фелландрене внутри кольца только одна связь.

## Нахождение в природе
α-Фелландрен назван в честь «Eucalyptus phellandra», теперь называемого Eucalyptus radiata. Также он содерждится в эфирном масле Eucalyptus dives.
β-фелландрен был выделен из эфирного масла фенхеля и из канадского бальзама.

## Свойства
Аромат β-фелландрена был описан как остро-мятный с примесью цитруса.
Оба вещества нерастворимы в воде, но растворимы в эфире и других органических растворителях. На воздухе фелландрены быстро окисляются, при кипячении легко димеризуются. В присутствии кислот происходит их изомеризация (в основном, в α-терпинен).

## Получение и применение
Фелландрены выделяют из эфирных масел. α-Изомер получают ректификацией из эвкалиптового масла или масла горького фенхеля, а β-изомер — из скипидара сибирской пихты. Фелландрены используются в медицине и парфюмерной промышленности.